# Antonis Anissegos
Antonis Anissegos (in greco Αντώνης Ανισέγκος?; Salonicco, 1970) è un pianista e compositore greco.

## Biografia
Anissegos ricevette lezioni di pianoforte da Eleni Xenariou al Conservatorio di Stato di Salonicco fino al 1991 e l'anno successivo fu uno studente di György Orban all'Accademia musicale Franz Liszt di Budapest, prima di andare all'Università per la musica e le arti interpretative di Vienna con Kurt Schwertsik e all'Università di Colonia con Krzysztof Meyer. Qui studiò pianoforte jazz con John Taylor. Infine, fu nel periodo 1998-2001 fu allievo di Walter Zimmermann presso l'Università delle Arti di Berlino .
Anissegos fu promosso da Manos Hadjidakis nei primi anni '90 , che eseguì le sue opere e gli commissionò delle composizioni. Per i suoi lavori ricevette numerose borse di studio, come nel 1998 quella della Franz Liszt. Nel 2000 vinse il primo premio al concorso di composizione della Neukölln Opera con l'opera da camera Hundeherz. Per Stirring Still (dedicata a Samuel Beckett ) ricevette il premio come miglior composizione dal Senato di Berlino nel 2002.
Suonò con diverse ensemble:  Ensemble Modern , Ensemble Piandaemonium, Ensemble Mosaik, Ensemble Cornucopia, Ensemble DissonArt, State Orchestra Thessaloniki, Color Orchestra Athens e Junge Philharmonie Thüringen.
Anissegos lavora in diversi progetti, tra cui il trio IAMA (con Jannis Anissegos e Maria Anissegou), Grix (con Floros Floridis e Yorgos Dimitriadis), Lynx (con Kalle Kalima, Danny Schröteler e Samuel Rohrer), ΣΩΜΑ (con Thymios Atzakas), ddaA (con Oliver Steidle), KAYA (con la ballerina di butō Yuko Kaseki), Card Castle (con Mike Majkowski e Christian Marien) e oneone (con Rainer Jancis).
Nel 2009 Anissegos è apparso nel Creative Arts and Music Project (CAMP) avviato da Friedemann Dähn e Thomas Maos .
È membro dell'Ensembles European Music Project e dell'Ensemble Junge Musik .